# Donne nell'antico Egitto

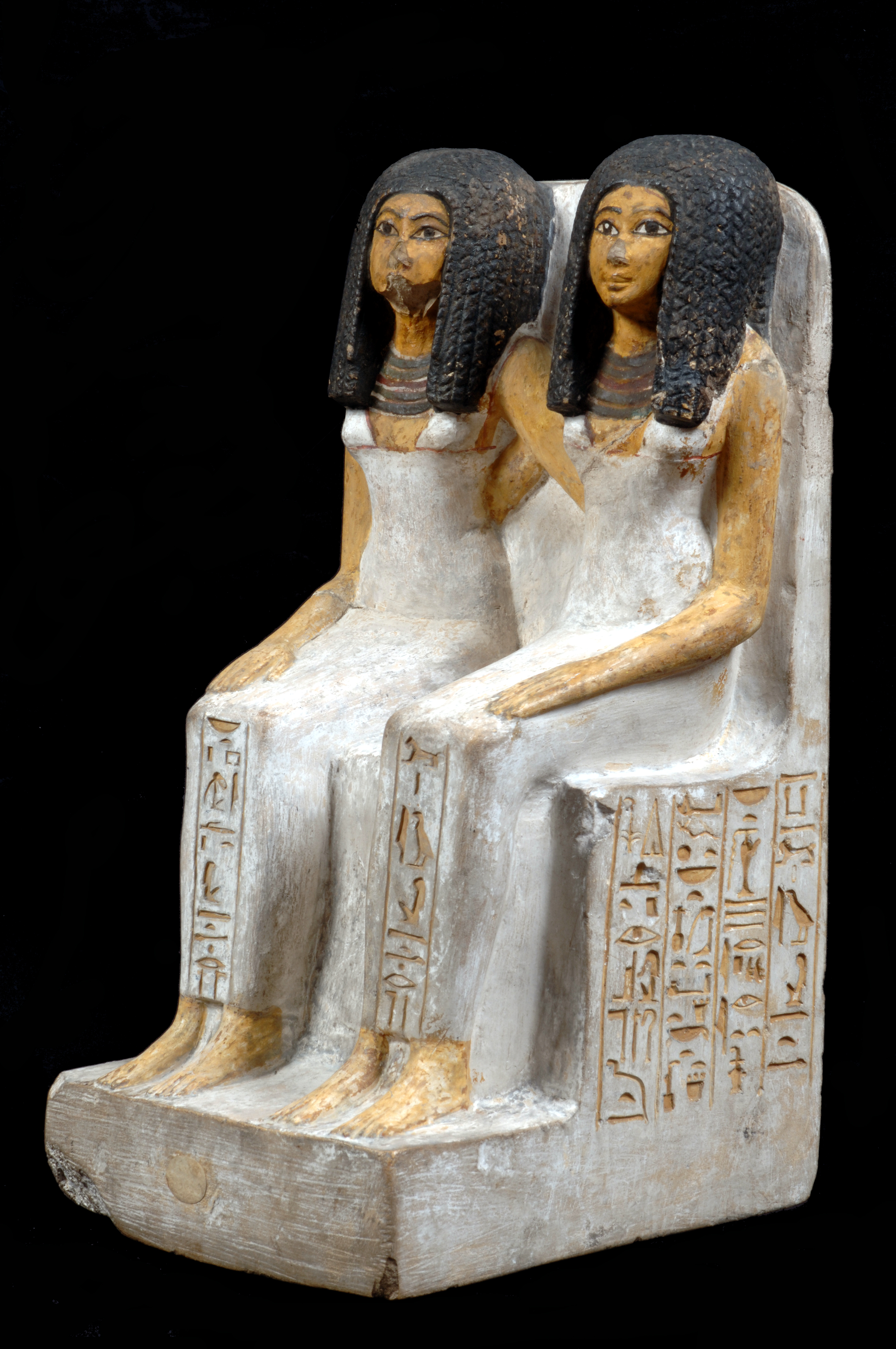
Statua di Idet e Ruiu, una coppia di donne. Tra il 1480 e il 1390 a.C., Nuovo Regno. Museo Egizio, Torino.

Le donne nell'antico Egitto possedevano uno status che contrastava in modo significativo con la condizione della donna in molti paesi moderni, in quanto occupavano e veniva assegnata loro una fetta di potere sociale (e, in certi casi, anche politico) che non è consentito loro avere in un buon numero di società dell'età contemporanea. Anche se gli uomini e le donne in terra d'Egitto avevano poteri tradizionalmente distinti all'interno della società civile, non sussisteva alcuna barriera insormontabile - né di tipo culturale né tanto meno religioso - davanti a coloro che volessero deviare da un tale modello di separazione dei ruoli.
La società egizia riconosceva non l'uguaglianza sociale dei sessi (nel senso più moderno del termine, o le pari opportunità), bensì la complementarità essenziale nei compiti a cui erano destinati rispettivamente uomini e donne. I doveri a cui era chiamata la popolazione femminile del paese erano soprattutto rivolti alla buona riuscita della vita nell'ambiente familiare, quindi alla prosperità della famiglia e alla buona salute e crescita dei figli.
Un tale rispetto nei confronti della femminilità è espresso chiaramente nell'antica teologia della religione egizia e dalla sua morale, pur rimanendo alquanto difficoltoso stabilire la portata della sua applicazione effettiva nella realtà della vita quotidiana nell'antico Egitto; è stato in ogni caso molto differente per esempio nella società dell'Antica Atene dove le donne erano legalmente considerate come delle "eterne minorenni" e pertanto prive della maggior parte dei diritti civili.

## Donne lavoratrici

Statua di portatrice di offerta. Tra il 1939 e il 1875 a.C., Medio Regno. Museo Egizio, Torino.

La maggior parte delle donne apparteneva alla classe contadina e pertanto lavorava attivamente a fianco dei mariti durante i compiti richiesti dal lavoro agricolo, dalla semina alla raccolta; le donne erano note innanzi tutto per la gestione affidata loro delle aziende agricole o di altre imprese, questo in assenza dei loro mariti o figli.
Tra le classi superiori della società la donna solitamente non aveva un'attività lavorativa al di fuori dell'ambito domestico, era invece addetta alla supervisione e controllo del lavoro svolto dai servitori, oltre ad occuparsi dell'educazione primaria dei figli. Le donne appartenenti alle famiglie benestanti abbastanza da potersi permettere di assumere serve che facessero da balie ai bambini della casa potevano avere l'occasione di svolgere altre attività; spesso lavoravano pertanto come profumiere, ma venivano impiegate anche nei tribunali e all'interno dei templi in qualità di danzatrici, cantanti e musiciste.
Questi erano impieghi considerati tutti altamente rispettabili da perseguire per le donne della cosiddetta alta società. Le donne appartenenti a qualsiasi classe potevano invece lavorare come prefiche o accompagnatrici musicali, e questi erano tutti impieghi abbastanza comuni e facili da ottenere. Le nobildonne potevano inoltre essere anche membri strettamente collegate alla casta sacerdotale, al servizio di uno specifico dio o di una dea. Alcune donne potevano infine stare a capo di un'azienda, come ad esempio accadde per Nenofer durante il Nuovo Regno, o svolgere la professione di medico come lo fu Peseshet durante il periodo della IV dinastia.

Statuetta di portatrice. Tra il 1980 e il 1700 a.C., Medio Regno. Museo Egizio, Torino.
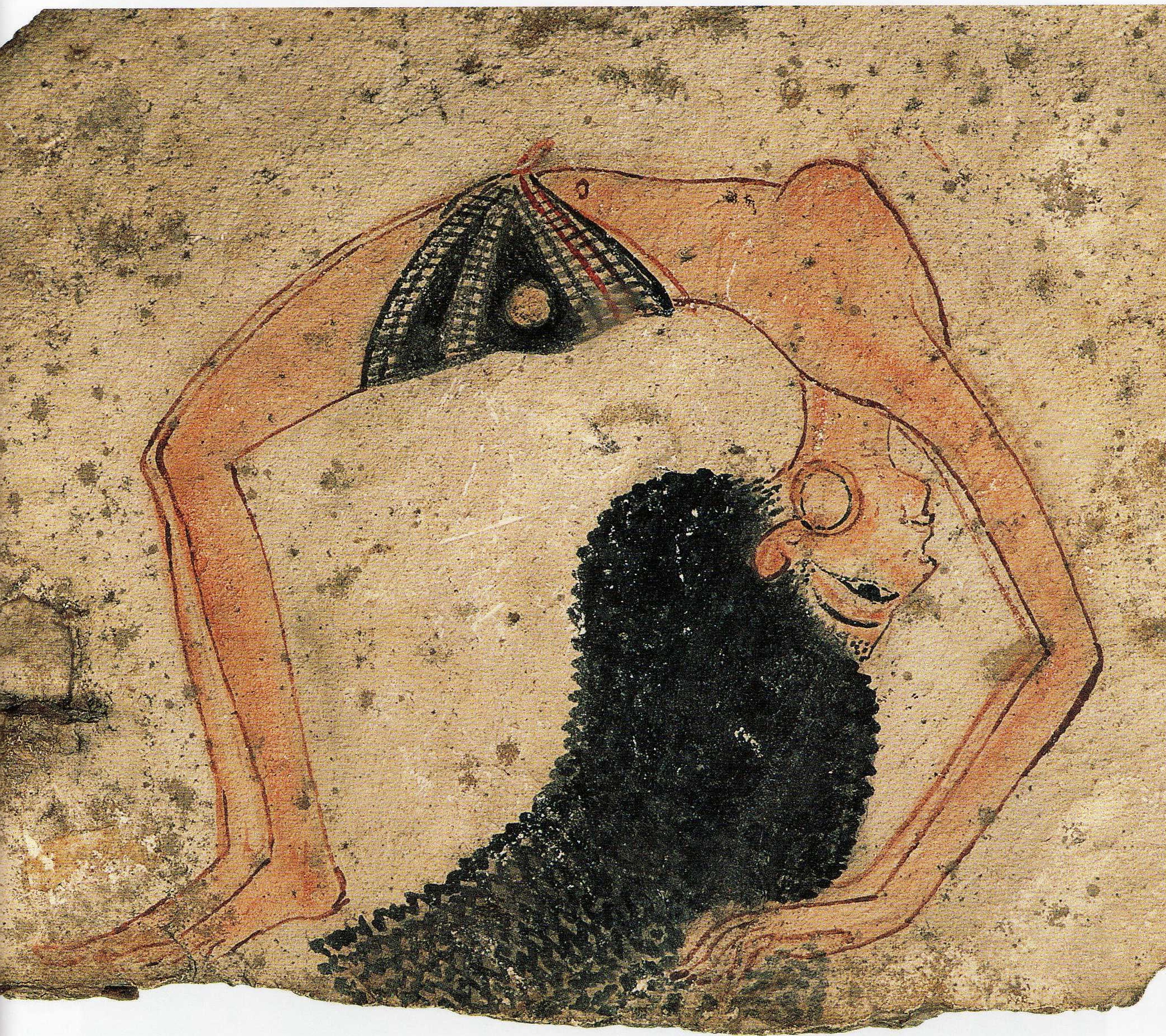
Danzatrice dipinta su un ostrakon. XIII secolo a.C., Museo Egizio, Torino.

## Gravidanza e parto
Vi sono molte prove di credenze e pratiche complesse nell'antico Egitto collegate all'importante ruolo assunto dalla fertilità all'interno della società. Le credenze religiose comprendevano norme in materia di purificazione, del tutto simili a quelle presenti in altre religioni antiche nel Vicino Oriente; in Egitto si credeva che le donne durante le mestruazioni eliminassero gli elementi più impuri insiti al proprio interno e venivano pertanto dispensate da qualsiasi tipo di lavoro o attività fisica; durante quei giorni non potevano neppure entrare nelle stanze riservate più interne dei complessi templari.
Il rito di fertilità era comunemente utilizzato dalle coppie che desideravano avere presto degli eredi. La contraccezione era apertamente consentita e i testi di medicina rituale egizia giunti fino a noi si riferiscono più volte alle formule contraccettive, oltre che a varie pozioni che avrebbero dovuto procurare un aborto spontaneo. Alcune di queste formule, che indicano bevande composte a base di sedano e birra, risultano essere alquanto discutibili sulla loro efficacia, mentre altri trattati mostrano una conoscenza di base di metodi piuttosto sicuri, come uno spermicida composto con un succo tratto dalla fermentazione della gomma arabica dell'albero di acacia la quale produce un acido lattico che uccide gli spermatozoi.
Una volta in stato di gravidanza, l'utero veniva posto sotto la protezione della divinità della fertilità specifica, Tjenenet (la dea del parto e della birra). I rituali di assistenza medica consistevano per lo più nell'unzione del corpo della donna con oli considerati benefici, conservati in piccole bottiglie con la forma del corpo umano femminile e le cui mano erano posate sopra un'ampia pancia rotonda.
Esisteva una formula rituale praticata dai genitori che volevano conoscere anzitempo il sesso del nascituro e che si diffuse nel corso del tempo prima nell'antica Grecia e poi a Bisanzio per finire nell'Europa medievale, ove è stata praticata per secoli senza che nessuno conoscesse le sue origini egizie; esso prevede il posizionamento di semi di orzo e grano in una bustina profumata di panno e messa a bagno nell'urina della donna incinta: se germogliava prima l'orzo, il bambino sarebbe stato un maschio. In Egitto la parola per "orzo" era così divenuta sinonimo di "padre".
Quando giungeva il momento di partorire la donna incinta veniva assistita dalla levatrice, che la rasava in tutto il corpo compresa la testa. Le ostetriche dovevano sostenere la donna durante il travaglio, mentre lei rimaneva in una posizione accovacciata sopra una stuoia; agli angoli del tappeto venivano posizionati quattro mattoni e che si ritenevano essere l'incarnazione di quattro dee: Nut, la grande divinità primordiale della volta celeste, Tefnut, la polarità femminile della prima coppia divina, Iside e Nefti.

## Le donne svolgono un ruolo ufficiale ai massimi livelli gerarchici

Statua della signora Suemnebu, dedicata dal figlio Khaty. 1480–1390 a.C., XVIII dinastia, Nuovo Regno. Museo Egizio, Torino.

Pochissime tra le antiche civiltà hanno permesso alle donne di raggiungere importanti posizioni sociali e ruoli di primo piano. Nell'antico Egitto non solo vi sono esempi indicanti il fatto che alti funzionari femminili non erano poi così rari, ma molto più sorprendentemente per l'epoca si sono avute donne ricoprire il più alto ufficio possibile, quello di faraone. La successione dinastica, in assenza di eredi maschi diretti del faraone, era assicurata facendo sposare al nuovo faraone una figlia o una parente prossima del faraone defunto. Tutankhamon è l'esempio più famoso di questo tipo di successione "legittimata per via femminile", perché sposò una figlia di Nefertiti, che aveva avuto solo figlie femmine.  L'usanza in tutto il corso della XVIII dinastia voleva che il faraone sposasse ritualmente la propria sorella, e nel caso lei gli premorisse, una sua figlia. 
Più che una forma storica di femminismo, ciò risulta essere un segno dell'importanza della Teocrazia nel mondo egiziano antico.
La società egizia dei tempi antichi, come d'altronde anche molte altre civiltà del tempo, ha utilizzato sempre la religione come base fondante del proprio ordinamento. Fu così che l'assunzione al trono ed il potere faraonico erano giustificati nella loro interezza in quanto "unti dagli dèi" e il titolare del trono aveva pertanto un diritto divino. Tipicamente, nella maggioranza dei sistemi sociali dell'antichità, il potere veniva trasferito da un erede maschio al successivo più vicino in linea di successione; il figlio maschio ereditava, ma in quei casi in cui poteva accadere che il re non avesse un figlio, il trono poteva esser ereditato dai membri maschi della famiglia più prossimi al sovrano, come cugini o zii: mentre, se anche il monarca avesse avuto delle figlie, queste generalmente non avrebbero mai potuto assurgere al trono in forma legittima.
Nella civiltà egizia un tale obbligo di passare il potere ad un successore di sesso maschile non era senza eccezioni; il "sangue reale", un fattore determinante per la legittimazione divina, era l'unico criterio ammesso per la possibilità di accesso al trono: tuttavia l'essenza divina venne trasmessa anche al coniuge reale, caso questo che è avvenuto ad esempio con Nefertiti. Gli egizi preferivano essere governati da una donna con sangue reale il quale, secondo la mitologia, proveniva direttamente dalle divinità, piuttosto che da un uomo che però non possedesse i giusti requisiti; inoltre, durante le crisi di successione nei passaggi da una dinastia all'altra, vi furono varie donne che presero il potere: quando ciò accadde, il faraone-donna venne ad adottare la totalità dei simboli maschili del trono. Esistono infine in taluni casi anche dei dubbi riguardanti il sesso di alcuni faraoni, che potrebbero così in realtà esser state delle donne.
Durante la XVIII dinastia egizia, quando Amenofi I morì il suo successore Thutmose I sembra non esser stato suo figlio, o almeno non era figlio di nessuna tra le mogli secondarie conosciute del defunto faraone; se, come appare probabile, la moglie di Thutmosi Ahmes era in relazione parentale con Amenofi, ecco che questa unione matrimoniale avrebbe permesso la legittimazione divina e quindi la possibilità di ereditare da parte di Thutmosi. Per quanto concerne i seguenti successori la principessa Hatshepsut, figlia di Thutmosi I e della Grande Sposa Reale, venne resa in sposa dal futuro Thutmose II - figlio di una moglie secondaria del faraone e quindi fratellastro della principessa - per poter aver la possibilità di ereditare tramite la donna il trono del paese.
Non era neppure raro che le donne ottenessero direttamente il trono, come accadde proprio con Hatshepsut, che prese il posto del nipote Thutmose III ancora giovanissimo. Quando ella ereditò il trono dal suo defunto marito divenendo così faraone, la figlia Neferura arrivò ad assumere un ruolo che superò ampiamente i normali doveri di una principessa, acquisendo invece una funzione decisamente più regale. Vi sono state poi anche le varie regine di nome Cleopatra la più nota delle quali è stata di certo l'ultima, Cleopatra VII (69-30 a.C.), divenuta celebre per il suo fascino e le relazioni sentimentali avute con i generali romani Gaio Giulio Cesare e Marco Antonio
Le donne faraone che sono meglio conosciute e di cui gli storici sono più certi comprendono:
- Nitocris (VI dinastia egizia), di dubbia esistenza
- Nefrusobek (XII dinastia egizia),
- Hatshepsut (XVIII dinastia egizia),
- Ankheperura Neferneferuaton (la misteriosa Neferneferuaton appartenente alla XVIII dinastia),
- Tausert (XIX dinastia egizia).

Molte tra le grandi spose reali hanno avuto l'occasione di rivestire ruoli molto importanti sia in ambito di diplomazia sia di politica
- Tiy, moglie di Amenofi III
- Nefertiti, moglie di Amenhotep IV, il futuro Akhenaton (conosciuto come "il faraone eretico")
- Nefertari, moglie di Ramses II

Nel corso del Nuovo Regno la Grande Sposa Reale venne spesso investita di un autentico ruolo divino nella sua qualità di "Moglie e mano di dio", titolo questo ricevuto per la prima volta da Hatshepsut.
Per le donne in carica nei più alti livelli della burocrazia si possono citare Nebet, creata visir durante la VI dinastia egizia; è necessario riconoscere in ogni modo che per una donna giungere a livelli talmente alti di autorità era un caso estremamente raro e si è dovuto attendere almeno fino alla XXVI dinastia egizia perché simili situazioni si potessero verificare con una relativa frequenza.
Le donne hanno invece molto spesso occupato numerosi uffici intermedi, come ad esempio quello di scriba all'interno del sistema burocratico (tranne durante il Nuovo Regno ove la quasi totalità dei posti pubblici disponibili furono occupati da uomini.
Esisteva infine pure il titolo di Divina Sposa di Amon ed a cui era riconosciuta una vasta potenza spirituale, ma anche un - seppur limitato - potere terreno a Tebe.

## Donne nella letteratura egizia
La letteratura dell'antico Egitto non ha esitato spesso e volentieri a presentare le donne come esseri frivoli, capricciosi e raramente affidabili; ma, nonostante questo, le donne beneficiarono nei fatti di uno status che era assai raro nel mondo antico.
Mentre i pittori e gli scultori hanno donato alle donne un'immagine generale serena in quanto parti integranti della felicità familiare, gli scrittori non sono stati così teneri ed hanno ritratto le donne come esser l'origine della sfortuna degli uomini, causa principali e colpevoli di molti peccati (in ciò del tutto similmente ai miti concernenti Eva o Pandora).

## Immagini divine
Tra l'abbondanza di divinità esistenti nella religione egizia esiste un gran numero di figure divine femminili, com'è anche il caso della mitologia greca; studiando il loro simbolismo si può apprendere l'immagine che le donne assumevano agli occhi degli antichi egizi. Similmente alle divinità greche, anche quelle egizie erano per lo più strettamente collegate l'una all'altra (o per sangue o per matrimonio), per esempio Iside e sua sorella Nefti le quali erano le rispettive mogli di Osiride e di Seth, anch'essi fratelli.
Le donne e la loro immagine sono però più spesso associate con la vita e la fertilità
Le Dee più influenti del pantheon egizio sono state:
- Iside: dea della magia e misticismo,
- Hathor: dea del nutrimento e dell'amore,
- Bastet: dea protettrice della casa,
- Sekhmet: dea della collera

## Donne reali note (in ordine cronologico)
- I dinastia egizia

Mer(it)neith, figlia di Djer, moglie di Djet, madre di Den.
- III dinastia egizia

Djefatnebti, moglie di Huni
Meresankh I, seconda moglie di Huni, madre di Snefru.
Hetepheres I, moglie di Snefru, madre di Cheope (Khufu).
Meritites I, moglie di Cheope, madre di Kauab, Baufra, Djedefhor e Meresankh II
Henutsen, seconda moglie di Cheope, madre di Khufukhaf I e Chefren (Khafra)
Nubet, quarta moglie di Cheope, madre di Khentetenka, Djedefra e Hetepheres II
Khamerernebti I, moglie di Chefren, madre di Micerino
Khamerernebti II, seconda moglie Chefren, poi moglie di Micerino
Khentkaus I, moglie di Shepseskaf e poi di Userkaf, madre di Neferirkara Kakai e Sahura
- V dinastia egizia

Nimaethap II di marito sconosciuto
Setibhor, moglie di Djedkara Isesi
- XI dinastia egizia

Neferu I, moglie di Antef II, madre di Antef III
Iah, moglie di Antef III, madre di Mentuhotep II
Tem (regina), prima moglie di Mentuhotep II, madre di Mentuhotep III
Neferu II, seconda moglie e la sorella di Mentuhotep II
Achaït o Ashayt, concubina di Mentuhotep II, ma era anche una sacerdotessa della dea Hathor.
Imi (regina), moglie di Mentuhotep III, madre di Mentuhotep IV
- XII dinastia egizia

Nefret, moglie del sacerdote di Tebe (Egitto) Sesostri (sacerdote) (Senusret), madre di Amenemhat I
Neferitatjenen, moglie principale di Amenemhat I, madre di Sesostri I
Dedyet, altra moglie di Amenemhat I, forse anche la sorella.
Neferu III, moglie di Sesostri I, madre di Amenemhat II.
Itakaiet, figlia o moglie di Sesostri I.
Neferusobek, Neferuptah, Nenseddjedet, figlie di Sesostri I
Khenemetneferhedjet I, figlia di Amenemhat II.
Nofret II, moglie di Sesostri II
Khenemetneferhedjet I, moglie di Sesostri II, madre di Sesostri III
Sithathoriunet, figlia di Sesostri II
Mereret o Meriret o Merit, moglie di Sesostri III
Sithathormerit, figlia di Sesostri III
Nefrusobek, figlia di Amenemhat III, moglie di suo fratello Amenemhat IV
- XIII dinastia egizia

Nubhotepti I, moglie di Hor III
Seneb-henas I, moglie di Djedekheperu
Seneb-henas II e Neni, mogli di Sobekhotep III
Senebsen, moglie di Neferhotep I
Tjan, moglie di Sobekhotep IV
Nubkhaes
Aya (regina), moglie di Sehetepkara
Sitmut, moglie di Mentuhotep VI
- XIV dinastia egizia

Tati, moglie di Sheshi
- XVI dinastia egizia

Mentuhotep (regina), moglie di Djeuti
- XVII dinastia egizia

Nubkhaes II, moglie di Sobekemsaf
Sobekemsaf, moglie di Iniotef
Nubemhat o Nebekhas, moglie di Sobekemsaf II
Tetisheri, figlia di Tienna e Neferu, moglie di Senekhtenra Ahmose
Ahhotep I, figlia di Ta'a, sorella e moglie di Seqenenra Ta'o
Ahmose Nefertari, figlia di Ta'o e di Ahhotep I, sorella e moglie di Ahmose I, madre di Amenofi I e Ahmose Sipair
- XVIII dinastia egizia

Ahmose Meritamon figlia di Ahmose e Ahmose-Nefertari, moglie di suo fratello Amenofi I
Ahmose (regina), possibile sorella di Amenofi I, moglie di Thutmose I, madre di Hatsepsut e Amenemes
Mutnofret, seconda moglie di Thutmose I, madre di Thutmose II
Hatshepsut, figlia di Thutmose I e Ahmes, moglie del suo fratellastro Thutmose II, madre di Neferure e Merira-Hatshepsut
Iside (regina), la seconda moglie di Thutmose II, madre di Thutmose III
Mutemuia, moglie di Thutmose IV, madre di Amenhotep III
Tiy (moglie di Amenhotep III), moglie di Amenhotep III
Nefertiti, moglie di Akhenaton
- XIX dinastia egizia

Sitra, moglie di Ramses I, madre di Seti I
Nefertari, moglie di Ramses II
Isinofret, seconda moglie di Ramses II, madre di Merenptah
Tausert, moglie di Seti II
- Dinastia tolemaica d'Egitto

Berenice I, moglie di Tolomeo I, madre di Arsinoe II e Tolomeo II
Arsinoe I, moglie di Tolomeo II, madre di Tolomeo III
Berenice II, figlia di Magas, re di Cirene e di Arsinoe, moglie di Demetrio il Giusto, fratello del re di Macedonia poi di Tolomeo III, madre di Arsinoe III e Tolomeo IV
Cleopatra I, moglie di Tolomeo V
Cleopatra II, moglie di Tolomeo VI poi di Tolomeo VIII
Cleopatra III, seconda moglie di Tolomeo VIII
Cleopatra IV d'Egitto, moglie di Tolomeo IX
Cleopatra V, seconda moglie di Tolomeo IX
Berenice III, moglie di Tolomeo X
Cleopatra VI d'Egitto, moglie di Tolomeo XII
Berenice IV, seconda moglie di Tolomeo XII
Cleopatra VII, moglie di Tolomeo XIII poi di Tolomeo XIV, Giulio Cesare e Marco Antonio, madre di Tolomeo XV
Cleopatra VIII, figlia di Cleopatra VII e Marco Antonio, moglie di Juba II, re di Numidia

### Fonti
- Christiane Desroches Noblecourt, La femme au temps des pharaons, Stock, 1986
- Pierre Montet, La vie quotidienne en Égypte au temps des Ramsès, Hachette, 1946